# شورای امنیت کشور
شورای امنیت کشور (اختصاری شاک) در سال ۱۳۶۲ تأسیس شد و پس از بازنگری قانون اساسی در سال ۱۳۶۸ به عنوان یکی از شوراهای فرعی شورای عالی امنیت ملی در نظر گرفته شد. وظیفهٔ شورای امنیت کشور بررسی جریانات و پیش‌آمدهای عمده و اساسی امنیت داخلی و اتخاذ تصمیمات و تدابیر هماهنگ در جهت پیشگیری و مقابله با مسائل امنیتی است.

## وظایف
بر اساس اصل ۱۷۶ قانون اساسی ایران، شورای امنیت کشور (شاک) به عنوان شورای فرعی و زیرمجموعه شورای عالی امنیت ملی است، که در حدود قوانین و در چارچوب مصوبات شورای عالی امنیت ملی، وظایفی همچون تأمین امنیت داخلی کشور، هماهنگی بین شورای تأمین استان‌ها، هماهنگی بین نیروهای انتظامی و امنیتی در تأمین امنیت داخلی کشور و استان‌ها، تعیین چارچوب حفاظت از شخصیت‌ها (به غیر از حفاظت مربوط به شخصیت‌های عالی‌رتبه و طراز اول کشور که به عهده شورای عالی امنیت ملی است)، تعیین چارچوب صدور مجوز حمل و نگهداری سلاح و مهمات و مواد ناریه مجاز و جمع‌آوری سلاح و مهمات و تجهیزات غیرمجاز و سایر موارد مذکور در قانون یا مواردی که از سوی شورای عالی امنیت ملی بر عهده این شورا گذاشته می‌شود را بر عهده دارد.
ریاست شورای امنیت کشور به عنوان یکی از شوراهای فرعی و زیرمجموعه شورای عالی امنیت ملی با رئیس‌جمهور یا فردی است که توسط رئیس‌جمهور انتخاب می‌شود. با توجه به همگرایی و تناسب اختیارات وزارت کشور با شورای امنیت کشور، وزیر کشور طی حکمی از سوی رئیس‌جمهور به ریاست شورای امنیت کشور منصوب می‌شود. سید ابراهیم رئیسی، رئیس‌جمهور ایران، در ۲۰ شهریور ماه ۱۴۰۰ طی حکمی احمد وحیدی، وزیر کشور را به عنوان رئیس شورای امنیت کشور منصوب کرد.

### کمیته چهره‌های خاص
پس از کارگروه مشترک چهره‌ها در وزارت ارشاد این کمیته تشکیل شده که حساب بانکی سلبریتی‌ها را مسدود می‌کند.

## قطعی سراسری اینترنت
به گفته آذری جهرمی وزیر وقت ارتباطات، قطعی بی‌سابقه اینترنت ایران در آبان ۱۳۹۸ به دستور این شورا اجرایی شد.

## اعضاء
- وزیر کشور
- یک نفر از نمایندگان مقام رهبری در شورای عالی امنیت ملی به تعیین آن شورا
- رئیس ستاد مشترک ارتش جمهوری اسلامی ایران
- فرمانده کل سپاه پاسداران انقلاب اسلامی
- فرمانده کل انتظامی جمهوری اسلامی ایران
- وزیر اطلاعات
- بالاترین مقام دستگاه موضوع مشورت در جلسه شورا
- یک نفر از اعضای کمیسیون شوراها و داخلی مجلس شورای اسلامی (در صورت دعوت وزیر کشور)
- دادستان کل کشور (در صورت دعوت وزیر کشور)